# Ferran Solé Sala
Ferran Solé Sala   (Sant Quirze del Vallès, 25 d'agost de 1992) és un jugador d'handbol català, que ocupa la posició d'extrem dret.
Format a l'Handbol Sant Quirze, posteriorment es va incorporar a les categories inferiors del BM Granollers. Va debutar amb al primer equip la temporada 2010-11 de la ma de Manolo Cadenas. El 2016 va marxar al Fenix Toulose francès i l'estiu del 2019 va fitxar pel poderós Paris Saint-Germain, incorporació que no es va produir a l'equip parisenc fins a la temporada següent.
Amb la selecció espanyola absoluta va debutar el novembre de 2016. Ha guanyat dos medalles d'or (2018, 2020) als Campionats d'Europa i una medalla de bronze al Campionat del món de 2021.